# Hard Beat
Hard Beat – debiutancki album Mariny Łuczenko wydany 5 listopada 2011 r. Pierwszym singlem pochodzącym z płyty został utwór Electric Bass, do którego został nakręcony teledysk. Premiera teledysku przypadła na 8 października 2011 r.

## Lista utworów
Źródło.
1. "Hardbeat <3 / Intro" (sł. Maja Łuczenko, muz. Rafał Malicki, Marina Łuczenko)
2. "Electric Bass" (sł. Maja Łuczenko, muz. Rafał Malicki, Marina Łuczenko)
3. "I'll Never Touch You" (sł. Maja Łuczenko, muz. Rafał Malicki, Marina Łuczenko)
4. "Heartbeat" (sł. Maja Łuczenko, muz. Rafał Malicki, Marina Łuczenko)
5. "This Is Called "ME"" (sł. Maja Łuczenko, Marina Łuczenko, muz. Rafał Malicki, Marina Łuczenko)
6. "Saturday Night" (sł. Maja Łuczenko. muz. Rafał Malicki, Marina Łuczenko)
7. "Lie More" (sł. Maja Łuczenko, muz. Rafał Malicki, Marina Łuczenko)
8. "Hellfire" (sł. Maja Łuczenko, muz. Rafał Malicki, Marina Łuczenko)
9. "Jack" (sł. Maja Łuczenko, muz. Marina Łuczenko, Ferid Lakhdar)
10. "Second Best" (sł. Maja Łuczenko, muz. Rafał Malicki, Marina Łuczenko)
11. "Rainbow After Rain" (sł. Maja Łuczenko, muz. Ferid Lakhdar, Marina Łuczenko)
12. "One By One" (sł. Iza Lach, muz. Iza Lach)